# غونتر بروبر
غونتر بروبر (بالألمانية: Günter Pröpper)‏ هو لاعب كرة قدم ألماني في مركز الهجوم، ولد في 8 ديسمبر 1941 في دورستن في ألمانيا. لعب مع روت فايس إيسن ونادي أوسنابروك ونادي فوبرتال الرياضي.

## وصلات خارجية
- غونتر بروبر على موقع قاعدة بيانات كرة القدم.إي يو (الإنجليزية)
- غونتر بروبر على موقع بيانات كرة القدم. دي إي (الألمانية)
- غونتر بروبر على موقع عالم كرة القدم.نت (الإنجليزية)